# Oxyopsis oculea
Oxyopsis oculea är en bönsyrseart som beskrevs av Rehn 1920. Oxyopsis oculea ingår i släktet Oxyopsis och familjen Mantidae. Inga underarter finns listade i Catalogue of Life.